# Stroitel Syktywkar
Stroitel (russisch Строитель Сыктывкар) ist ein russischer Bandy-Verein aus Syktywkar.

## Geschichte
Der Verein wurde 1947 gegründet. Ab 1964 spielte der Verein 20 Jahre lang mit unterschiedlichem Erfolg in der Zweiten Liga der Sowjetunion. Dabei siegte er in 177 von 427 Spielen und erlitt in 179 eine Niederlage. 1984 stieg der Verein in die höchste Liga auf. In den anschließenden 15 Jahren belegte er die folgenden Plätze der russischen Meisterschaft: 2. (1993), 5. (1986, 1991), 6. (1985), 7. (1987, 1990), 8. (1984, 1995), 9. (1989, 1994), 10. (1988, 1998), 12. (1992, 1999, 2000, 2001), 13. (1996, 1997). In allen russischen Meisterschaften (in der höchsten Liga) siegte er in 209 von 465 Spielen und erlitt in 181 eine Niederlage. Bester Torschütze war dabei A. Schewjakow mit 146 Toren.

## Bekannte Spieler
- A. Schewjakow
- Alexei Drugow
- Pawel Franz (* 1968)
- Leo Cholopow
- Waleri Maslow (1940–2017)